# Sean Vincent Gillis
Sean Vincent Gillis (Baton Rouge, 1963. június 24. vagy 1962. június 24. –) amerikai sorozatgyilkos, erőszaktevő, kannibál és nekrofil, aki 1994 és 2004 között nyolc louisianai nőt rabolt, erőszakolt, gyilkolt és csonkított meg Baton Rougeban és környékén.
2004. április 29-én tartóztatták le. A vád három személy rituális meggyilkolása, áldozatai pedig a 29 éves Katherine Hall, a 45 éves Johnnie Mae Williams és a 43 éves Donna Bennett Johnston voltak. Gillis a kihallgatások során bevallotta a gyilkosságokat, majd további öt női áldozatról is beszámolt a nyomozóknak.

## Életrajza
Gillis 1962. június 24-én született Baton Rougeban, Yvonne és Norman Gillis fiaként, majd Louisiana déli részén nevelkedett. Apja nem sokkal születése után elhagyta a családot. Gillist édesanyja és nagyszülei nevelték fel.
Állítólag átlagos gyerek volt, átlagos osztályzattal, bár talán kissé csendes. Személyiségének egy erőszakosabb oldala kezdett felszínre kerülni, dühösen és indulatosan viselkedett. Egy szomszéd egyszer arról számolt be, hogy „hajnali 3 órakor hangos dörömbölést hallott, és látta, hogy Gillis az udvaron hevesen ütött néhány szemetesládát.”
Donna Bennett Johnston meggyilkolásáért folytatott 2004-es első fokú gyilkossági tárgyalása során édesanyja, Yvonne azt vallotta, hogy fia jó magaviseletű, jól alkalmazkodó, jó tanuló és egészséges társasági életű gyermek volt. A tárgyalás büntetési szakaszában, miközben anyja a védelem nevében beszélt, a következőket mondta:
„Régebben kis kék szemű angyalomnak hívtam. Ezt az embert szerettem a legjobban ezen a világon.”[forrás?]
Bűnlajstroma 1980-ban, 17 éves korában kezdődött, kisebb szabálysértésekkel. Az évek során letartóztatták forgalmi kihágások, ittas gépjárművezetés, marihuána birtoklása és bírósági vesztegetés miatt. Első gyilkosságát 1994-ben követte el.
Évekkel később, miután letartóztatták és elítélték egyes gyilkosságai miatt, egyik áldozatának barátja levelet írt neki és a levelezést továbbította az ügyészségnek is, így Gillis néhány levelének részletei bekerültek a hírekbe. A levélben Gillis megbánását fejezte ki a gyilkosságok miatt, különösképpen sajnálva a testek megcsonkítását, és a „tiszta gonosznak” jellemezte magát. Gillis azt is elmondta, hogy néha anélkül követett el gyilkosságot, hogy tudta volna, miért tette.

## Gyilkosságok
Gillis egyszer azt állította, hogy „stressz” miatt kezdett el gyilkolni. Első gyilkosságát, amelyet a letartóztatása után beismert, a 81 éves Ann Bryan ellen követte el 1994 márciusában. Megpróbálta megerőszakolni, de megijedt, amikor a nő felsikoltott miután hozzáért. Hogy abbahagyja sikoltását, Gillis elvágta a torkát, majd 50 alkalommal megszúrta. Holttestét otthagyta a lakóhelyén, a St. James Place-ben (exkluzív nyugdíjas otthon Baton Rouge-ban).
1999 májusában Gillis elkezdett üldözni egy nőt, akit kocogni látott Baton Rouge déli részén. Három hetet töltött azzal, hogy a környéket járta és őt kereste. 1999. május 30-án, vasárnap 5:30 körül ismét meglátta az 52 éves Hardee Schmidtet kocogni a Quail Run Drive-on, két nappal később pedig megtalálták a holttestét a 61-es autópálya melletti területen St. James Parishnél.
Gillis később bevallotta, hogy autójával elütötte Schmidtet, amivel az árokba lökte. Kiszállt, és egy erős műanyagból készült kötelet szorosan a nyakára tekert, majd autójába kényszerítette. A Highland Road melletti parkba hajtott és megerőszakolta. Miután megölte, a meztelen holttestét autója, egy fehér Chevy Cavalier csomagtartójába tette, és otthagyta, amíg két nappal később kidobta. Gillis további öt évig gyilkolt, anélkül, hogy a bűnüldöző szervek számára feltűntek volna gyilkosságok közötti összefüggések.

## Letartóztatás és elítélés
Nagyobb figyelmet fordítottak a meggyilkolt nők megoldatlan eseteire, amikor 2003. május 27-én elfogták Derrick Todd Lee-t. Miután bizonyos esetek nem voltak összekapcsolhatók Lee-vel, a nyomozók azon kezdtek tűnődni, hogy dolgozhatott-e egyidejűleg egy másik sorozatgyilkos is Baton Rougeban. Bár Lee 1992-ben kezdte a gyilkosságokat, 1994 (amikor Gillis megkezdte gyilkosságait) és 2003 között, két sorozatgyilkos terrorizálta csendben és titokban a nőket Baton Rougeben és környékén.
A 43 éves Donna Bennett Johnston volt Gillis nyolcadik és egyben utolsó áldozata. 2004 februárjában megerőszakolta és megfojtotta egy gyorskötözővel. Halála után Gillis megcsonkította a testét, levágta a melleit, levágta a bal mellbimbóját, tetoválást rajzolt a jobb combjára, és levágta a bal karját a könyöknél. Holttestét 2004. február 27-én találták meg egy vízelvezető csatornában, a Ben Hur Road közelében, a Baton Rouge-i Louisiana Állami Egyetemtől délre.
Gillis és Tammie Purpera (Johnston évtizedes barátja) között váltott levelekben Gillis elmagyarázza Johnston meggyilkolását, sőt megbánást mutat:
„Olyan részeg volt, hogy csak másfél percbe telt, mire eszméletét vesztette, majd meghalt. Őszintén szólva az utolsó szavai a következők voltak: »Nem kapok levegőt«. Még mindig töprengek a halála utáni feldarabolásán és vagdosásán. Mélyen a tudatalattimban kell lennie valaminek, ami miatt szükségem van az ilyen hátborzongató cselekedetre.”
Tammie Purpera, aki 2005-ben halt meg AIDS szövődményei miatt, átadta az Gillissel folytatott levelezését az ügyészeknek, akik felhasználták őket Gillis tárgyalásain.
Letartóztatását követően a rendőrség 45 digitális fényképet talált a számítógépe adattárolóján, többek között Johnston megcsonkított holttestéről, valamint képeket amelyeken a holttest az autója csomagtartójában látható. Több másik fotót találtak további áldozatokról, amelyek közül néhányat a tárgyalások során a gyilkosságok elkövetésének bizonyítására használtak fel. Végül Gillist nyolc nő brutális megerőszakolásáért és meggyilkolásáét ítélték el. Az otthonában az áldozatok testrészét és fényképeit emléktárgyként őrizte.
2004 áprilisában Donna Bennett Johnston teste közelében talált gumiabroncsok nyomait használták fel Gillis megkeresésére. A lenyomat egyedi gumiabroncsokból származott, és a Louisiana állami bűnügyi nyomozók laboratóriuma képes volt meghatározni a gumiabroncs márkáját, modelljét és típusát. Ezt tovább tudták szűkíteni, amikor megállapították, hogy az adott gumiabroncsot csak három évig gyártották.
A gumiabroncsból mindössze 90 darabot vásároltak Baton Rouge környékén. Hamarosan, miután megszerezték a Gillis DNS-profilját, és összevetették az áldozatok testéről gyűjtött mintákkal, a hatóságok 2004. április 29-én letartóztatták Gillist. Különböző bűncselekményekkel vádolták különböző időpontokban, amikor a nyomozók bizonyítékokat kerestek a többi gyilkosság beismerésében.
2007-ben bűnösnek találták gyilkosság elkövetésében, és elítélték a 36 éves Joyce Williams meggyilkolásáért.
2008. július 21-én állt bíróság elé a Katherine Hall, Johnnie Mae Williams és Donna Bennett Johnston meggyilkolása miatti vádemeléssel, ahol az esküdtszék holtpontjának feloldását követően bűnösnek találták és életfogytiglani börtönre ítélték.
Gillis jelenleg a Louisiana Állami Büntetés-végrehajtási Intézetben tölti büntetését.

## Áldozatok
- 81 éves Ann Bryan, 1994. március 21-ét gyilkolták meg.
- 29 éves Katherine Ann Hall, 1999. január 4-én gyilkolták meg.
- 52 éves Hardee Schmidt, 1999. május 30-án gyilkolták meg.
- 36 éves Joyce Williams, 1999. november 12-én gyilkolták meg.
- 52 éves Lillian Robinsont, 2000 januárjában gyilkolták meg.
- 38 éves Marilyn Nevilset, 2000 októberében gyilkolták meg.
- 45 éves Johnnie Mae Williams, 2003 októberében gyilkolták meg.
- 43 éves Donna Bennett Johnston 2004. február 26-án gyilkolták meg.

## A médiában
- Gillis történetét az ID televízió csatorna Devil You Know sorozatban mesélték el az "Egy csavarodott elme" epizódban.
- Gillis történetét a Dead of Night sorozatban, szintén a ID televíziós csatornán mutatták be a "Temetőváltás" epizódban.[11]
- Gillis esete az "It Takes a Killer" 1. évad 14. epizódjában szerepelt.
- A Crime Watch Daily  a "Szörny a szobámban" című epizódja foglalkozott Sean Vincent Gillist esetével.
- Gillis esetével a Born To Kill című sorozatgyilkosokról szóló dokumentumfilm sorozat 6. évad 8. részében foglalkoztak.
- A Killer Profile című műsor 1. évad 6. része foglalkozott az esettel.[12]

## Kapcsolódó szócikk
- Sorozatgyilkosok listája

## Fordítás
- Ez a szócikk részben vagy egészben  a   Sean Vincent Gillis című angol Wikipédia-szócikk ezen változatának fordításán alapul.  Az eredeti cikk szerkesztőit annak laptörténete sorolja fel. Ez a jelzés csupán a megfogalmazás eredetét és a szerzői jogokat jelzi, nem szolgál a cikkben szereplő információk forrásmegjelöléseként.